# Etyek
Etyek is een plaats (község) en gemeente in het Hongaarse comitaat Fejér. Etyek telt 3783 inwoners (2001).
De plaats is bekend van haar wijnhuizen en de in 2007 geopende Kordastudio's.

## Geschiedenis
Etyek was al in de oudheid bewoond, in 896 kwam de Hongaarse Csák-stam naar het gebied. Tot 1546 was het dorp onderdeel van het Koninkrijk Hongarije waarna het tot 1660 in handen viel van de Turken. Na deze periode was het dorp vrijwel onbewoond geraakt en tussen 1720 en 1770 nodigde de toenmalige grondbezitter (een jezuitenklooster) Duitse gezinnen uit om zich hier te gaan vestigen. Etyek had hierna lange tijd een Duits karakter. Hieraan kwam in 1946 een eind toen 80% van de Duitstalige bevolking werd gedeporteerd naar de omgeving van Stuttgart. Hiermee vertrokken er 2300 personen uit het dorp die werden vervangen door Hongaren uit andere delen van Hongarije die hun plaats innamen.

## Bevolkingssamenstelling
- 1930 - 865 Hongaren en 3133 Duitstaligen.
- 1941 - 4033 inwoners waarvan 867 Hongaarstalig (21,5%), 3153 Duitstalig (78,2%) en 0,3% overigen.